# Patricio Yáñez
Pour les articles homonymes, voir Yáñez.
Patricio Nazario Yáñez Candia est un footballeur chilien, né le 20 janvier 1961 à Quillota, Chili. 
Entre 1979 et 1994, il fut sélectionné 43 fois en équipe nationale et y marqua 5 buts. Il disputa, notamment, le Mundial 1982  et remporta la Copa Libertadores 1991 avec le club de Colo Colo.

## Clubs
- Club Deportivo San Luis de Quillota
- Real Valladolid[3]
- Real Saragosse[3]
- Betis Séville[3]
- Universidad de Chile
- Colo-Colo